# Wahlkreis Livingston (House of Commons)
| Livingston           |
| -------------------- |
| Livingston           |
| Gebildet             |
| 1983                 |
| Abgeordneter         |
| Hannah Bardell (SNP) |
| Regionen             |
| West Lothian         |

Livingston ist ein Wahlkreis für das Britische Unterhaus. Er wurde 1983 geschaffen und deckt den Großteil der Council Area West Lothian mit der namensgebenden Stadt Livingston ab. Die übrigen Gebiete sind im Wahlkreis Linlithgow and East Falkirk erfasst. Der Wahlkreis entsendet einen Abgeordneten.

## Wahlergebnisse

### Unterhauswahlen 1983
| Ergebnisse der Unterhauswahlen 1983 | Ergebnisse der Unterhauswahlen 1983 | Ergebnisse der Unterhauswahlen 1983 | Ergebnisse der Unterhauswahlen 1983 |
| Partei                              | Kandidat                            | Stimmen                             | %                                   |
| ----------------------------------- | ----------------------------------- | ----------------------------------- | ----------------------------------- |
| Labour                              | Robin Cook                          | 14.255                              | 37,7                                |
| Liberal                             | A. Henderson                        | 9304                                | 24,6                                |
| Conservative                        | J. Campbell                         | 9129                                | 24,2                                |
| SNP                                 | Kenny MacAskill                     | 5090                                | 13,5                                |

### Unterhauswahlen 1987
| Ergebnisse der Unterhauswahlen 1987 | Ergebnisse der Unterhauswahlen 1987 | Ergebnisse der Unterhauswahlen 1987 | Ergebnisse der Unterhauswahlen 1987 | Ergebnisse der Unterhauswahlen 1987 |
| Partei                              | Kandidat                            | Stimmen                             | %                                   | ±                                   |
| ----------------------------------- | ----------------------------------- | ----------------------------------- | ----------------------------------- | ----------------------------------- |
| Labour                              | Robin Cook                          | 19.110                              | 45,6                                | +7,9                                |
| Liberal                             | R. McCreadle                        | 8005                                | 19,1                                | −5,5                                |
| Conservative                        | M.N.A. Mayall                       | 7860                                | 18,7                                | −5,5                                |
| SNP                                 | Kenny MacAskill                     | 6969                                | 16,6                                | +3,1                                |

### Unterhauswahlen 1992
| Ergebnisse der Unterhauswahlen 1992 | Ergebnisse der Unterhauswahlen 1992 | Ergebnisse der Unterhauswahlen 1992 | Ergebnisse der Unterhauswahlen 1992 | Ergebnisse der Unterhauswahlen 1992 |
| Partei                              | Kandidat                            | Stimmen                             | %                                   | ±                                   |
| ----------------------------------- | ----------------------------------- | ----------------------------------- | ----------------------------------- | ----------------------------------- |
| Labour                              | Robin Cook                          | 20.245                              | 44,4                                | −1,2                                |
| SNP                                 | Peter J.B. Johnston                 | 12.140                              | 26,6                                | +10,0                               |
| Conservative                        | Hugh Hunter Gordon                  | 8824                                | 19,4                                | +0,7                                |
| Liberal Democrats                   | Fred Mackintosh                     | 3911                                | 8,6                                 | −10,5                               |
| Green                               | Alpin G. Ross-Smith                 | 469                                 | 1,0                                 | +1,0                                |

### Unterhauswahlen 1997
| Ergebnisse der Unterhauswahlen 1997 | Ergebnisse der Unterhauswahlen 1997 | Ergebnisse der Unterhauswahlen 1997 | Ergebnisse der Unterhauswahlen 1997 | Ergebnisse der Unterhauswahlen 1997 |
| Partei                              | Kandidat                            | Stimmen                             | %                                   | ±                                   |
| ----------------------------------- | ----------------------------------- | ----------------------------------- | ----------------------------------- | ----------------------------------- |
| Labour                              | Robin Cook                          | 23.510                              | 54,9                                | +10,5                               |
| SNP                                 | Peter Johnston                      | 11.763                              | 27,5                                | +0,9                                |
| Conservative                        | Hugh Craigie Halkett                | 4028                                | 9,4                                 | −10,0                               |
| Liberal Democrats                   | Ewan Hawthorn                       | 2876                                | 6,7                                 | −1,9                                |
| Referendum Party                    | Helen Campbell                      | 444                                 | 1,0                                 | +1,0                                |
| Parteilos                           | Matt Culbert                        | 213                                 | 0,5                                 | +0,5                                |

### Unterhauswahlen 2001
| Ergebnisse der Unterhauswahlen 2001 | Ergebnisse der Unterhauswahlen 2001 | Ergebnisse der Unterhauswahlen 2001 | Ergebnisse der Unterhauswahlen 2001 | Ergebnisse der Unterhauswahlen 2001 |
| Partei                              | Kandidat                            | Stimmen                             | %                                   | ±                                   |
| ----------------------------------- | ----------------------------------- | ----------------------------------- | ----------------------------------- | ----------------------------------- |
| Labour                              | Robin Cook                          | 19.108                              | 53,0                                | −1,9                                |
| SNP                                 | Graham Sutherland                   | 8492                                | 23,6                                | −3,9                                |
| Liberal Democrats                   | Gordon Mackenzie                    | 3969                                | 11,0                                | +4,3                                |
| Conservative                        | Ian Mowat                           | 2995                                | 8,3                                 | −1,1                                |
| Socialist                           | Wendy Milne                         | 1110                                | 3,1                                 | +3,1                                |
| UKIP                                | Robert Kingdon                      | 359                                 | 1,0                                 | +1,0                                |

### Unterhauswahlen 2005
| Ergebnisse der Unterhauswahlen 2005 | Ergebnisse der Unterhauswahlen 2005 | Ergebnisse der Unterhauswahlen 2005 | Ergebnisse der Unterhauswahlen 2005 | Ergebnisse der Unterhauswahlen 2005 |
| Partei                              | Kandidat                            | Stimmen                             | %                                   | ±                                   |
| ----------------------------------- | ----------------------------------- | ----------------------------------- | ----------------------------------- | ----------------------------------- |
| Labour                              | Robin Cook                          | 22.657                              | 51,1                                | −1,9                                |
| SNP                                 | Angela Constance                    | 9560                                | 21,6                                | −2,0                                |
| Liberal Democrats                   | Charles Dundas                      | 6832                                | 15,4                                | +4,4                                |
| Conservative                        | Alison Ross                         | 4499                                | 10,2                                | +1,9                                |
| Socialist                           | Steven Nimmo                        | 789                                 | 1,8                                 | −1,3                                |

### Nachwahlen 2005
Mit dem Ableben von Robin Cook am 6. August 2005 wurden im Wahlkreis Livingston Nachwahlen erforderlich. Diese wurden am 29. September 2005 durchgeführt.
| Ergebnisse der Nachwahlen 2005 | Ergebnisse der Nachwahlen 2005 | Ergebnisse der Nachwahlen 2005 | Ergebnisse der Nachwahlen 2005 | Ergebnisse der Nachwahlen 2005 |
| Partei                         | Kandidat                       | Stimmen                        | %                              | ±                              |
| ------------------------------ | ------------------------------ | ------------------------------ | ------------------------------ | ------------------------------ |
| Labour                         | Jim Devine                     | 12.319                         | 41,8                           | −9,3                           |
| SNP                            | Angela Constance               | 9639                           | 32,7                           | +11,1                          |
| Liberal Democrats              | Charles Dundas                 | 4362                           | 14,8                           | −0,6                           |
| Conservative                   | Gordon Lindhurst               | 1993                           | 6,8                            | −3,4                           |
| Green                          | David Robertson                | 529                            | 1,8                            | +1,8                           |
| Socialist                      | Steven Nimmo                   | 407                            | 1,4                            | −0,4                           |
| UKIP                           | Peter Adams                    | 108                            | 0,4                            | +0,4                           |
| Parteilos                      | Melville Brown                 | 55                             | 0,2                            | +0,2                           |
| Alliance for Change            | John William Allman            | 33                             | 0,1                            | +0,1                           |
| Socialist GB                   | Brian Gardner                  | 32                             | 0,1                            | +0,1                           |

### Unterhauswahlen 2010
| Ergebnisse der Unterhauswahlen 2010 | Ergebnisse der Unterhauswahlen 2010 | Ergebnisse der Unterhauswahlen 2010 | Ergebnisse der Unterhauswahlen 2010 | Ergebnisse der Unterhauswahlen 2010 |
| Partei                              | Kandidat                            | Stimmen                             | %                                   | ±                                   |
| ----------------------------------- | ----------------------------------- | ----------------------------------- | ----------------------------------- | ----------------------------------- |
| Labour                              | Graeme Morrice                      | 23.215                              | 48,5                                | +6,7                                |
| SNP                                 | Lis Bardell                         | 12.424                              | 25,9                                | −6,8                                |
| Liberal Democrats                   | Charles Dundas                      | 5316                                | 11,1                                | −3,7                                |
| Conservative                        | Alison Adamson-Ross                 | 5158                                | 10,8                                | +4,0                                |
| BNP                                 | David Orr                           | 960                                 | 2,0                                 | +2,0                                |
| UKIP                                | Alistair Forrest                    | 443                                 | 0,9                                 | +0,5                                |
| Socialist                           | Ally Hendry                         | 242                                 | 0,5                                 | −0,9                                |
| Parteilos                           | Jim Slavin                          | 149                                 | 0,3                                 | +0,3                                |

### Unterhauswahlen 2015
| Ergebnisse der Unterhauswahlen 2015 | Ergebnisse der Unterhauswahlen 2015 | Ergebnisse der Unterhauswahlen 2015 | Ergebnisse der Unterhauswahlen 2015 | Ergebnisse der Unterhauswahlen 2015 |
| Partei                              | Kandidat                            | Stimmen                             | %                                   | ±                                   |
| ----------------------------------- | ----------------------------------- | ----------------------------------- | ----------------------------------- | ----------------------------------- |
| SNP                                 | Hannah Bardell                      | 32.736                              | 56,9                                | +31,0                               |
| Labour                              | Graeme Morrice                      | 15.893                              | 27,6                                | −20,9                               |
| Conservative                        | Christopher Donnelly                | 5929                                | 10,3                                | −0,5                                |
| UKIP                                | Nathan Somerville                   | 1757                                | 3,1                                 | +2,2                                |
| Liberal Democrats                   | Charles Dundas                      | 1232                                | 2,1                                 | −9,0                                |

### Unterhauswahlen 2017
| Ergebnisse der Unterhauswahlen 2017 | Ergebnisse der Unterhauswahlen 2017 | Ergebnisse der Unterhauswahlen 2017 | Ergebnisse der Unterhauswahlen 2017 | Ergebnisse der Unterhauswahlen 2017 |
| Partei                              | Kandidat                            | Stimmen                             | %                                   | ±                                   |
| ----------------------------------- | ----------------------------------- | ----------------------------------- | ----------------------------------- | ----------------------------------- |
| SNP                                 | Hannah Bardell                      | 21.036                              | 40,1                                | −16,8                               |
| Labour                              | Rhea Wolfson                        | 17.158                              | 32,7                                | +5,1                                |
| Conservative                        | Damian Timson                       | 12.799                              | 24,4                                | +14,1                               |
| Liberal Democrats                   | Charles Dundas                      | 1512                                | 2,9                                 | +0,8                                |

### Unterhauswahlen 2019
| Ergebnisse der Unterhauswahlen 2019 | Ergebnisse der Unterhauswahlen 2019 | Ergebnisse der Unterhauswahlen 2019 | Ergebnisse der Unterhauswahlen 2019 | Ergebnisse der Unterhauswahlen 2019 |
| Partei                              | Kandidat                            | Stimmen                             | %                                   | ±                                   |
| ----------------------------------- | ----------------------------------- | ----------------------------------- | ----------------------------------- | ----------------------------------- |
| SNP                                 | Hannah Bardell                      | 25.617                              | 46,9                                | +6,8                                |
| Conservative                        | Damian Timson                       | 12.182                              | 22,3                                | −2,1                                |
| Labour                              | Caitlin Kane                        | 11.915                              | 21,8                                | −10,9                               |
| Liberal Democrats                   | Charles Dundas                      | 3457                                | 6,3                                 | +3,4                                |
| Green                               | Cameron Glasgow                     | 1421                                | 2,6                                 | +2,6                                |